# Mercedes-AMG F1 W16 E Performance
El Mercedes-AMG F1 W16 E Performance es un monoplaza de Fórmula 1 construido por Mercedes y diseñado por James Allison para disputar la temporada 2025. Es manejado por Andrea Kimi Antonelli, quien debuta de manera absoluta en la «máxima categoría» en reemplazo de Lewis Hamilton, quien pasó a Ferrari, y por el experimentado George Russell.
La decoración del monoplaza fue presentada en Londres el 18 de febrero. Mientras que el día 24 del mismo mes, el W16 fue puesto a prueba por primera vez en Brackley.

## Resultados

### Fórmula 1
(Clave) (negrita indica pole position) (cursiva indica vuelta rápida)

| Año   | Motor               | Neu. | N.º | Pilotos               | 1   | 2   | 3   | 4   | 5   | 6   | 7   | 8   | 9   | 10  | 11  | 12  | 13  | 14  | 15  | 16  | 17  | 18  | 19  | 20  | 21  | 22  | 23  | 24  | Puntos | Pos. |
| ----- | ------------------- | ---- | --- | --------------------- | --- | --- | --- | --- | --- | --- | --- | --- | --- | --- | --- | --- | --- | --- | --- | --- | --- | --- | --- | --- | --- | --- | --- | --- | ------ | ---- |
| 2025* | AMG F1 M16 V6 Turbo | P    |     |                       | AUS | CHN | JPN | BHR | ARA | MIA | EMI | MON | ESP | CAN | AUT | GBR | BEL | HUN | NED | ITA | AZE | SIN | USA | MEX | SÃO | LVG | QAT | ABU | 236    | 3.º  |
| 2025* | AMG F1 M16 V6 Turbo | P    | 12  | Andrea Kimi Antonelli | 4   | 67  | 6   | 11  | 6   | 67  | Ret | 18  | Ret | 3   | Ret | Ret | 16  | 10  |     |     |     |     |     |     |     |     |     |     | 236    | 3.º  |
| 2025* | AMG F1 M16 V6 Turbo | P    | 63  | George Russell        | 3   | 34  | 5   | 2   | 5   | 34  | 7   | 11  | 4   | 1   | 5   | 10  | 5   | 3   |     |     |     |     |     |     |     |     |     |     | 236    | 3.º  |

- * Temporada en progreso.